# Rétro Sophie
Rétro Sophie  est le 16e album de la série Sophie de Jidéhem et Vicq, paru en  1981. Il reprend cinq histoires courtes publiées pour la première fois dans le journal Spirou entre 1977 et 1979 : 1925, Hoquet sur neige, Mes deux mille, Le Père Labulle et L'Avion supersonique.